# Champagnole
Ne doit pas être confondu avec Champagnolles, commune française de Charente-Maritime.

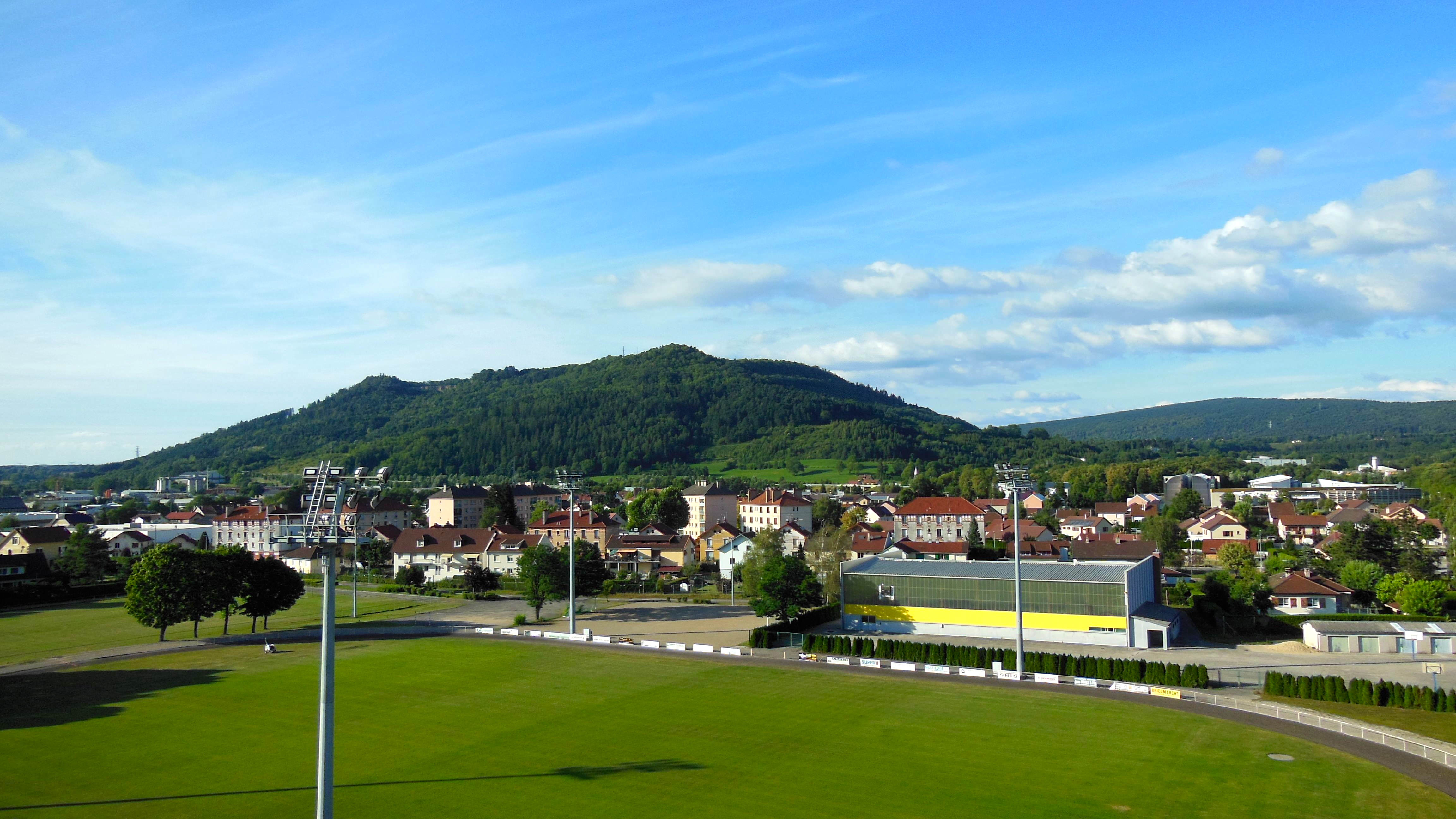
Vue sur le mont Rivel depuis Champagnole.

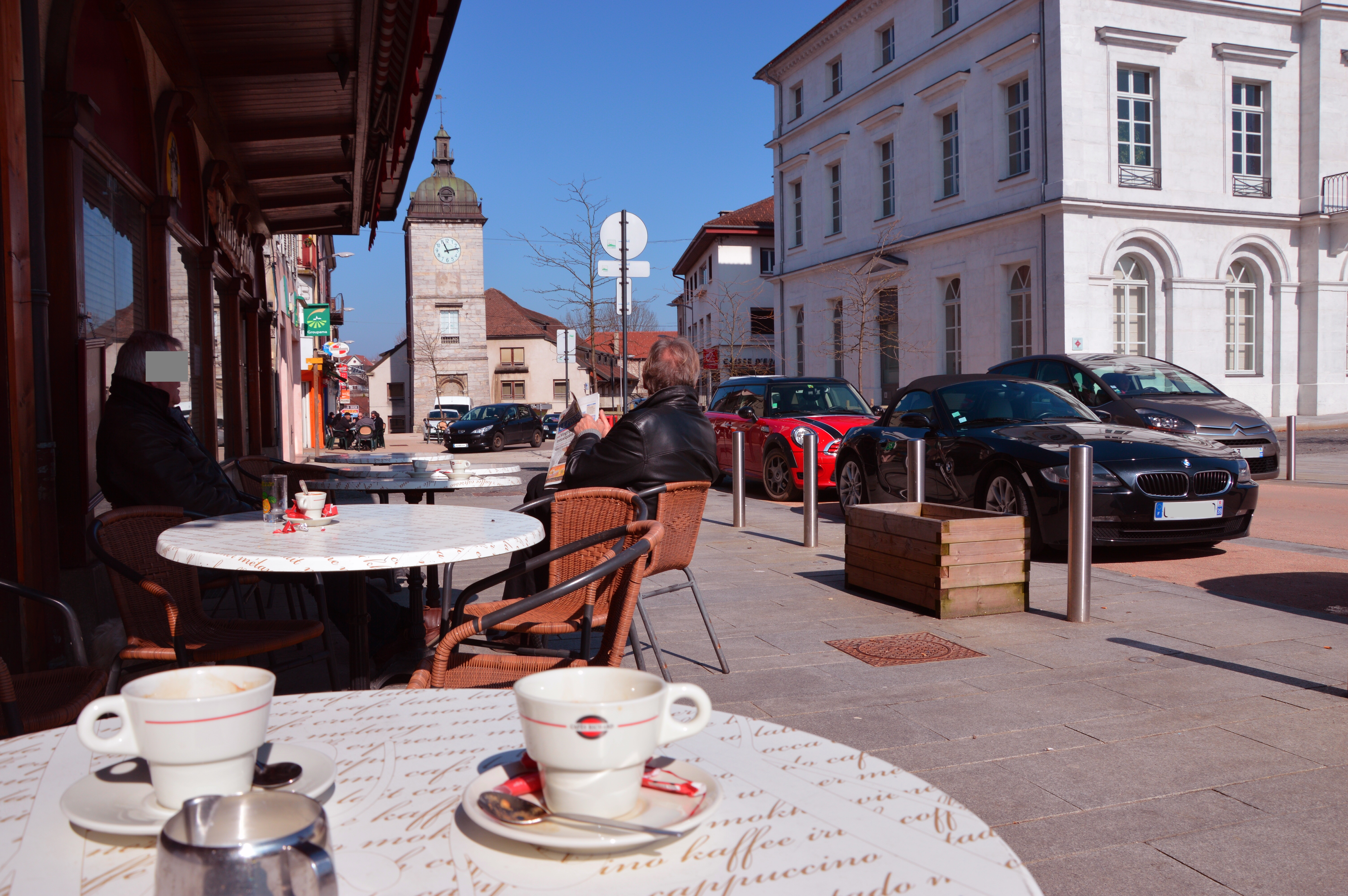
Centre-ville : terrasse de café sur le trottoir de l'avenue de la République avec le château d'eau en arrière-plan.

Champagnole  est une commune française située dans le département du Jura, la région culturelle et historique de Franche-Comté et la région administrative Bourgogne-Franche-Comté. Elle fait partie de la communauté de communes Champagnole Nozeroy Jura.
Ses habitants sont appelés les Champagnolais.

## Géographie
Champagnole, surnommée « la Perle du Jura », est une ville au centre géographique du département jurassien. Porte d'entrée du parc naturel régional du Haut-Jura, elle se trouve au pied du Mont Rivel.

### Communes limitrophes
| Ardon                         | Vannoz      | Équevillon            |
| Montrond Crotenay             | Champagnole | Sapois Bourg-de-Sirod |
| Pont-du-Navoy Monnet-la-Ville | Ney, Cize   | Syam                  |

### Accès et transport
La ville de Champagnole est située au carrefour de la N5 provenant de Dijon et Dole en direction de Genève en Suisse et de la RD471 conduisant de Lons-le-Saunier à Pontarlier dans le département du Doubs. Depuis 1993, la rocade soulage la ville du transit de la nationale 5. Celui de la D471 est, à Pont-du-Navoy, redirigé sur la RD5 (en provenance de Voiteur et Château-Chalon) pour éviter le centre de Champagnole et atteindre la rocade.
La ville de Champagnole dispose de la gare de Champagnole ainsi que de la halte de Champagnole-Paul-Émile-Victor (dessert le lycée du même nom). La ville est située sur la ligne des hirondelles, reliant Dole (connexion TGV avec Paris) à Morez et Saint-Claude.

### Hydrographie
La ville est située sur la rive droite de l'Ain, au confluent avec la Londaine. Le centre de Champagnole est situé sur l'interfluve de ces deux cours d'eau. Toujours sur la rive droite de l'Ain, son autre affluent l'Angillon crée la limite avec Ardon au nord, et Crotenay au nord-ouest et à l'ouest.

### Relief
L'altitude du centre-ville de Champagnole est de 540 mètres environ.
L'altitude minimum et maximum sont de 476 m et 783 m.
La ville se situe au pied du mont Rivel, qui culmine à 812 m d'altitude.

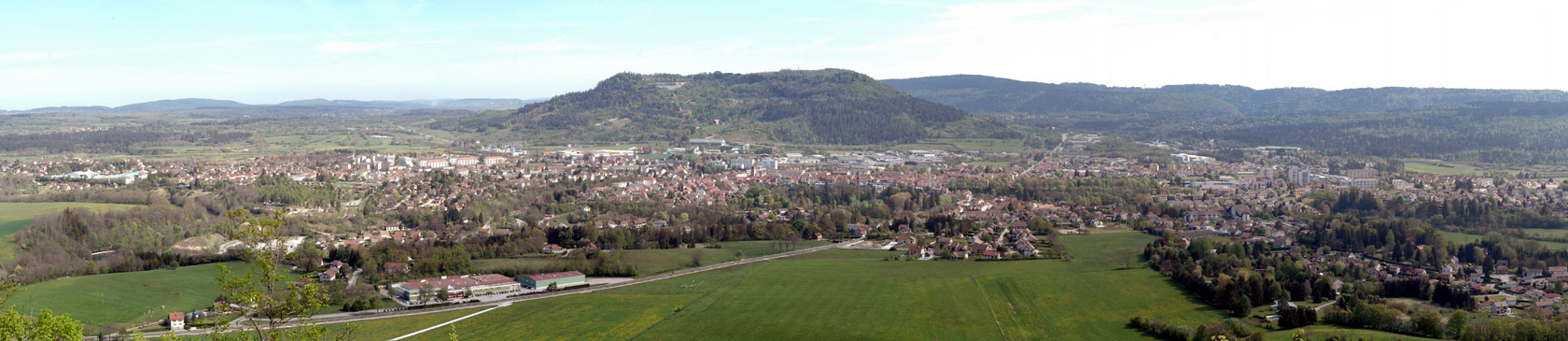
Panorama de Champagnole.

### Cadre géologique
La commune s'inscrit dans la grande région naturelle du Jura externe, où elle s'est installée au Nord de la combe d'Ain dominée par la côte de l'Heute qui sépare le plateau de Champagnole du plateau de Lons-le-Saunier. La carte géologique de Champagnole présente un sous-sol composé de terrains alluvionnaires glaciaires et des moraines. La ville est dominée au Nord par le mont Rivel qui correspond à une butte-témoin isolée du plateau de Champagnole.
L’ancienne carrière à ciel ouvert du mont Rivel est creusée dans cette butte-témoin. « Le front de taille, accessible à partir de plusieurs plateformes d'exploitation, offre une coupe de 60 mètres de puissance présentant une alternance de marnes et de calcaires de Oxfordien supérieur. Exploitée dès le XIXe siècle, pour produire de la chaux puis du ciment, la carrière est abandonnée depuis 1995 ».

Carte géologique simplifiée des unités structurales du massif du Jura.
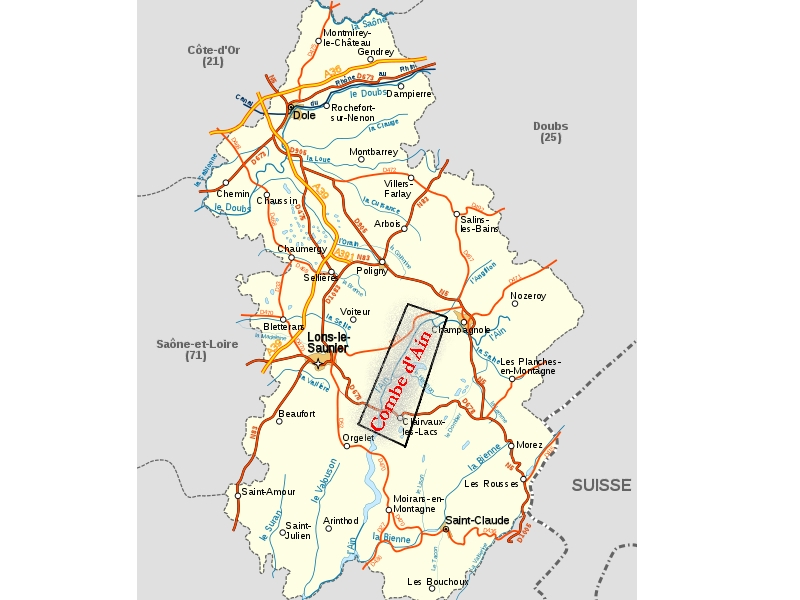
La Combe d'Ain.

### Climat
Pour des articles plus généraux, voir Climat de la Bourgogne-Franche-Comté et Climat du département du Jura.
En 2010, le climat de la commune est de type climat de montagne, selon une étude du Centre national de la recherche scientifique s'appuyant sur une série de données couvrant la période 1971-2000. En 2020, Météo-France publie une typologie des climats de la France métropolitaine dans laquelle la commune est dans une zone de transition entre le climat semi-continental et le climat de montagne et est dans la région climatique  Jura, caractérisée par une forte pluviométrie en toutes saisons (1 000 à 1 500 mm/an), des hivers rigoureux et un ensoleillement médiocre. 
Pour la période 1971-2000, la température annuelle moyenne est de 9,3 °C, avec une amplitude thermique annuelle de 17 °C. Le cumul annuel moyen de précipitations est de 1 613 mm, avec 13,6 jours de précipitations en janvier et 10,3 jours en juillet. Pour la période 1991-2020, la température moyenne annuelle observée sur la station météorologique installée sur la commune est de 9,4 °C et le cumul annuel moyen de précipitations est de 1 573,2 mm. 
La température maximale relevée sur cette station est de 37,5 °C, atteinte le 24 juillet 2019 ; la température minimale est de −23,5 °C, atteinte le 24 décembre 2001,,. 
| Mois                                  | jan.           | fév.          | mars           | avril         | mai           | juin          | jui.          | août          | sep.          | oct.          | nov.           | déc.           | année      |
| ------------------------------------- | -------------- | ------------- | -------------- | ------------- | ------------- | ------------- | ------------- | ------------- | ------------- | ------------- | -------------- | -------------- | ---------- |
| Température minimale moyenne (°C)     | −3,1           | −3,2          | −0,5           | 2             | 6,1           | 9,4           | 11,2          | 10,8          | 7,4           | 4,4           | 0,4            | −2,2           | 3,6        |
| Température moyenne (°C)              | 1,4            | 1,9           | 5,4            | 8,5           | 12,5          | 16            | 18            | 17,7          | 13,9          | 10,2          | 5,2            | 2,1            | 9,4        |
| Température maximale moyenne (°C)     | 5,9            | 7,1           | 11,3           | 14,9          | 18,8          | 22,6          | 24,8          | 24,7          | 20,3          | 16,1          | 10             | 6,4            | 15,2       |
| Record de froid (°C) date du record   | −21,1 25.01.00 | −23 01.02.10  | −22,8 01.03.05 | −9,8 08.04.03 | −4,3 06.05.19 | −1,4 04.06.01 | 2 03.07.11    | 1,4 30.08.09  | −2,5 29.09.02 | −8,5 25.10.03 | −17,5 30.11.10 | −23,5 24.12.01 | −23,5 2001 |
| Record de chaleur (°C) date du record | 18,8 30.01.02  | 20,5 27.02.19 | 24,3 31.03.21  | 27,5 28.04.12 | 31,5 24.05.09 | 35,6 27.06.19 | 37,5 24.07.19 | 37,2 24.08.23 | 32,9 04.09.23 | 28,9 08.10.23 | 21,2 08.11.15  | 18,3 31.12.22  | 37,5 2019  |
| Précipitations (mm)                   | 136,4          | 116,4         | 122,7          | 113,2         | 137,3         | 118,2         | 116,8         | 120,9         | 119,6         | 145,2         | 158,6          | 167,9          | 1 573,2    |

| Diagramme climatique                                  |              |               |            |              |              |               |               |              |              |            |              |
| J                                                     | F            | M             | A          | M            | J            | J             | A             | S            | O            | N          | D            |
| 5,9−3,1136,4                                          | 7,1−3,2116,4 | 11,3−0,5122,7 | 14,92113,2 | 18,86,1137,3 | 22,69,4118,2 | 24,811,2116,8 | 24,710,8120,9 | 20,37,4119,6 | 16,14,4145,2 | 100,4158,6 | 6,4−2,2167,9 |
| Moyennes : • Temp. maxi et mini °C • Précipitation mm |              |               |            |              |              |               |               |              |              |            |              |

Les paramètres climatiques de la commune ont été estimés pour le milieu du siècle (2041-2070) selon différents scénarios d'émission de gaz à effet de serre à partir des nouvelles projections climatiques de référence DRIAS-2020. Ils sont consultables sur un site dédié publié par Météo-France en novembre 2022.

## Toponymie
Champagnols vient de champ en ancien français, Campairols en Languedoc.
Campagne, paysage découvert avec habitat groupé au centre de cultures céréalières, avec rotation de jachères que le bétail paissait et fumait. Ancien français champagne, « plaine, grande étendue de pays plat », et adjectif ancien français champagne, « des champs, campagnard », latin médiéval campania, « champ, pièce de terre du manse dominical », bas latin campania, « plaine », du pluriel neutre latin substantivé campanea, pris pour un féminin, de l´adjectif campaneus, campanius, « de la campagne », dérivé tardif de campus, « plaine, campagne cultivée ».

## Urbanisme

### Typologie
Au 1er janvier 2024, Champagnole est catégorisée petite ville, selon la nouvelle grille communale de densité à sept niveaux définie par l'Insee en 2022.
Elle appartient à l'unité urbaine de Champagnole, une agglomération intra-départementale regroupant quatre  communes, dont elle est ville-centre,,. Par ailleurs la commune fait partie de l'aire d'attraction de Champagnole, dont elle est la commune-centre,. Cette aire, qui regroupe 43 communes, est catégorisée dans les aires de moins de 50 000 habitants,.

### Occupation des sols
L'occupation des sols de la commune, telle qu'elle ressort de la base de données européenne d’occupation biophysique des sols Corine Land Cover (CLC), est marquée par l'importance des forêts et milieux semi-naturels (46 % en 2018), une proportion sensiblement équivalente à celle de 1990 (46,4 %). La répartition détaillée en 2018 est la suivante : 
forêts (44,4 %), prairies (25,6 %), zones urbanisées (16,8 %), zones industrielles ou commerciales et réseaux de communication (6,8 %), zones agricoles hétérogènes (2,2 %), milieux à végétation arbustive et/ou herbacée (1,7 %), terres arables (1,3 %), espaces verts artificialisés, non agricoles (1,2 %). L'évolution de l’occupation des sols de la commune et de ses infrastructures peut être observée sur les différentes représentations cartographiques du territoire : la carte de Cassini (XVIIIe siècle), la carte d'état-major (1820-1866) et les cartes ou photos aériennes de l'IGN pour la période actuelle (1950 à aujourd'hui).

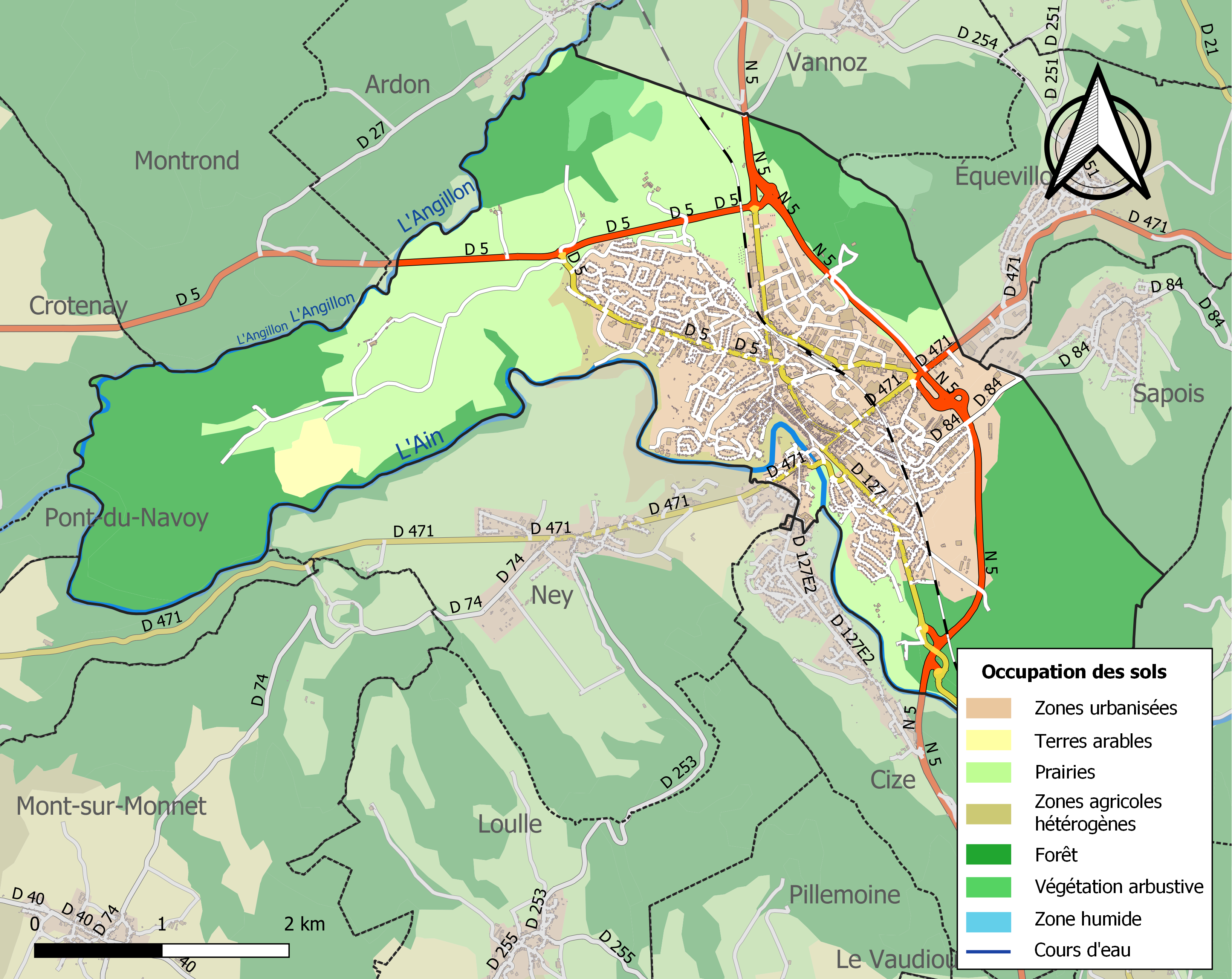
Carte des infrastructures et de l'occupation des sols de la commune en 2018 (CLC).

## Histoire

### Antiquité
Le territoire de la commune est fréquenté dès la préhistoire: des campements et des abris sous roches témoignent de la présence de ses lointains ancêtres sur le deuxième plateau jurassien.
L'histoire ancienne de Champagnole est indissociable du Mont Rivel, la montagne qui la domine tout comme la commune voisine de Saint-Germain-en-Montagne.
Époque gauloise : l'occupation par les Séquanes est avérée mais il est difficile d'en mesurer l'importance (Champagnole est à au nord du site controversé de Chaux-des-Crotenay).
Époque romaine : sanctuaire romain, avec un fanum octogonal et un second rectangulaire.
IIIe siècle : pillage du sanctuaire.
IVe siècle : réoccupation partielle.
Ve siècle : abandon du site.

### Moyen Âge
Xe siècle : mention de Campanola in pago scodiensium.
1130 : l'archevêque de Besançon donne une partie de l'église de Champagnole à l'abbaye de Balerne qui détient déjà l'autre part.
Humbert IV de Salins hérite des terres entre Angillon, Londaine et Ain au décès de son père Humbert III de Salins dont il était le fils cadet, frère de Gaucher III. Il construit alors le château en secteur sud du Mont Rivel pour mieux gérer ses possessions.
XIIe siècle : le fief du Mont Rivel (ou de Montrivel) paraît comprendre, outre Champagnole, Saint-Germain-en-Montagne, Equevillon et Vannoz. À proximité, les Salins avaient la seigneurie de Châteauvillain du Jura (Château-Villain à Sirod sur la crête faisant la limite avec Bourg-de-Sirod : cf. 5).
1210 : Nicolette dite de Traves ou de Salins, supposée nièce d'Humbert IV de Salins et petite-fille d'Humbert III, transmet le fief à son mari Simon de Commercy.
1240 : le fief est transmis à leur fils Gaucher Ier de Commercy.
1242 : Jean Ier de Chalon l'Antique, futur comte régent de Bourgogne-Comté (1248) et ancien comte de Chalon, seigneur de Salins depuis 1237, obtient de Gaucher Ier (en 1258 le comte Jean épousera en troisièmes noces la petite-fille de Gaucher, Laure de Commercy, d'où les Chalon-Arlay, princes d'Orange) qu'il n'y ait plus de construction de fortifications.
1286 : Gaucher II, fils de Gaucher Ier de Commercy et oncle de Laure, prête hommage à son petit-neveu Jean (II)-Ier de Chalon-Arlay, fils de Jean l'Antique et de Laure de Commercy, pour le Mont Rivel.
1315 : Guillemette de Commercy, fille de Gaucher II et petite-fille de Gaucher Ier de Commercy, cousine germaine de Laure de Commercy, épouse de Guillaume de Sainte-Croix, chevalier, sire de Longe-pierre, vend la seigneurie à son petit-cousin Hugues de Chalon-Arlay, fils de Jean Ier de Chalon-Arlay et petit-fils de Laure, pour 2200 florins.
1320 : Hugues Ier de Chalon-Arlay accorde une charte aux villageois de Champagnole favorisant les activités nouvelles ainsi que la circulation des biens et des personnes.
XIVe siècle : trois moulins et deux battoirs fonctionnent déjà.

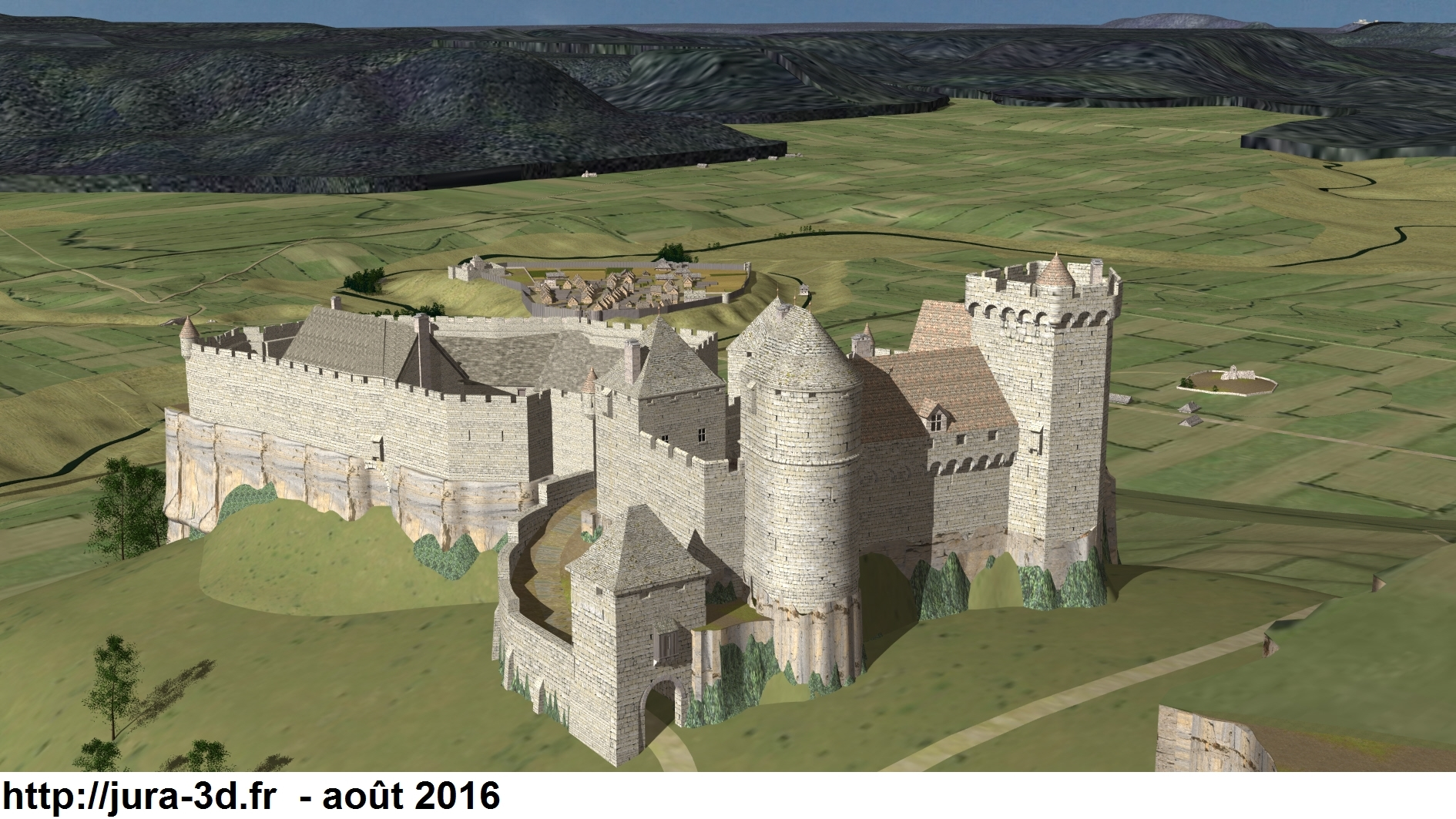
État restitué du château du mont Rivel au XVe siècle. Vue plongeante du nord-est. Proposition basée sur le relevé planimétrique de 1992.

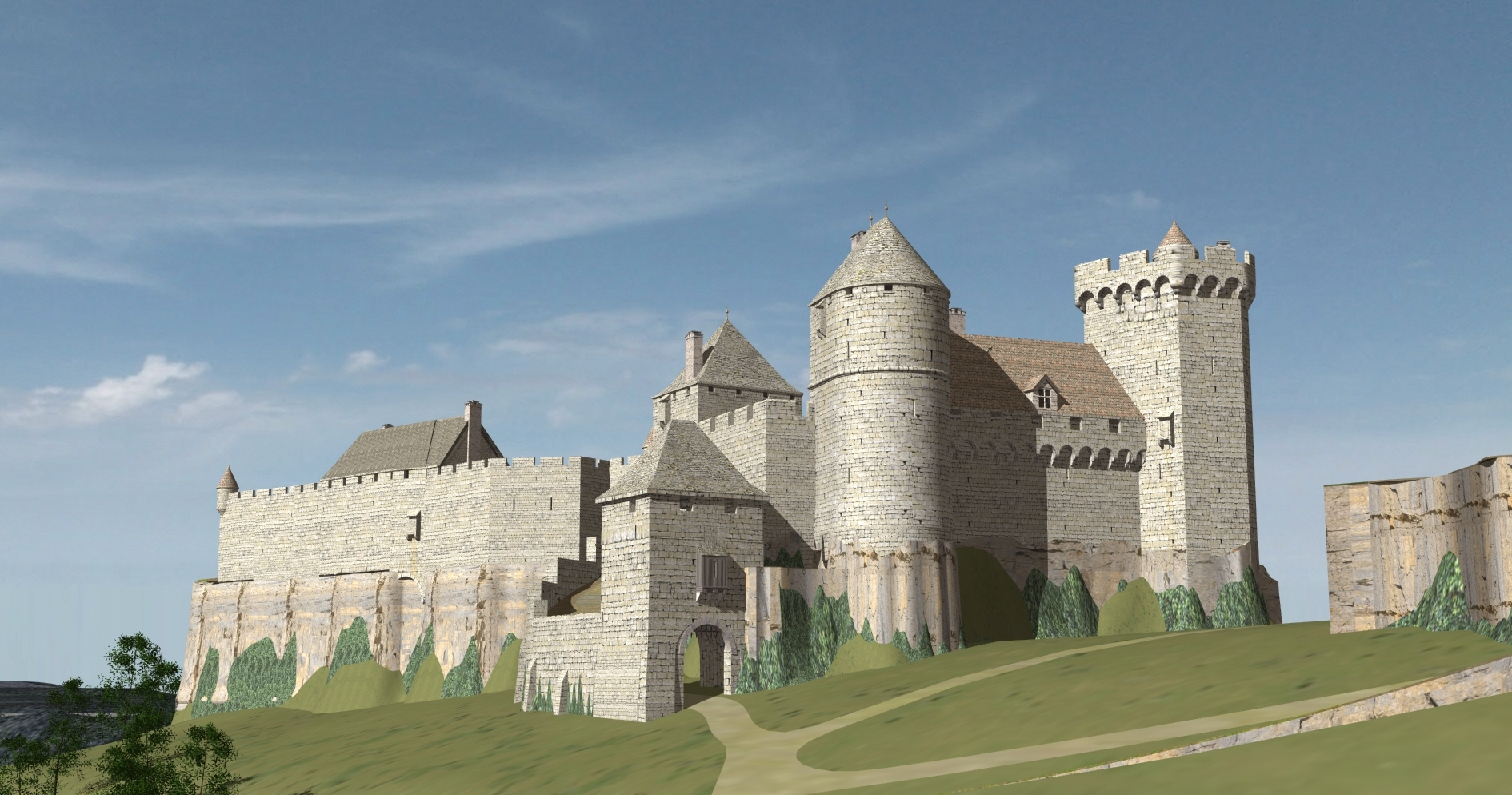
Château du mont Rivel. État restitué au XVe siècle. Vue du nord-est.

1479 : destruction de la ville par les troupes de Louis XI de France.
1480 : le château du Mont Rivel semblerait avoir été incendié par les troupes de Louis XI.

### Époque moderne
XVIe siècle : abandon du château, mais la seigneurie de Champagnole et des environs gardera le nom de Montrivel, avec Saint-Germain-en-Montagne, Equevillon, Ney, Vannoz, Vers-en-Montagne... La seigneurie reste aux mains des Chalon-Arlay, princes d'Orange (aussi seigneurs de Lons, Montaigu, Pymont, Montmorot, Nozeroy, Arlay, Orgelet, Valempoulières, Monnet, Châtelbelin à Salins, Dramelay, Arguel...), jusqu'à la mort de Philibert en 1530 et celle de son neveu René de Nassau-Chalon en 1544. Succèdent à ce dernier ses propres cousins les stathouders d'Orange-Nassau à partir du Taciturne (XVIe – XVIIe siècles), évincés au XVIIIe siècle au profit des Gand-Vilain d'Isenghien (Izegem 5), fondus eux-mêmes dans les Brancas de Lauraguais puis les d'Arenberg (cf. l'article Montaigu).
1580 : incendie de la ville.
1637 : le duc de Longueville met le feu après avoir pris la ville.
1742 : incendie de 37 maisons de la ville.
1750-1755 : Construction de l'église actuelle.
1782 : les Muller, négociants en tissus d'origine lyonnaise, reprennent et développent considérablement les forges des bords de l'Ain à Champagnole.
1792 : Dans la nuit du 6 au 7 septembre, incendie complet des moulins, rue du Pont de l'Épée.
1792 : Achats du retable et de l'orgue de l'église à Poligny, après la suppression du couvent des Ursulines.
1798 : Le 28 avril, un terrible incendie ravagea Champagnole en deux heures; 280 familles se retrouvèrent privées de tout. Les maisons n'étaient pas encore en pierre, mais en bois de sapin et étaient une victime rapide des flammes.

### Époque contemporaine
1867 : ouverture de la gare de Champagnole en direction d'Andelot.
1889 : deux nefs latérales sont érigées pour agrandir l'église.
1890 : 14 juillet : Ouverture de la gare de Champagnole en direction de Saint-Claude; cette ligne devient plus tard la ligne des hirondelles.
1891 : ouverture de la ligne à voie normale Champagnole – Lons.
1892 : l'électricité remplace le pétrole dans l'éclairage de Champagnole.
1905 : l'artillerie enfonce les portes de l'église de Champagnole et de Mont-sur-Monnet. (5 mars).
1912 : production d'aciers spéciaux au creuset, laminés aux forges de Syam (aciers rapides Ramboz).
1914 – 1918 : avec la mobilisation générale tous les hommes aptes à la guerre sont recrutés pour la Première Guerre mondiale. Comme presque toutes les villes, Champagnole semblait comme un lieu avec seulement des femmes, des enfants et des vieillards; les femmes prenaient en charge les travaux et les responsabilités, dont elles avaient été privées jusque-là. À la fin de la guerre, 120 hommes de la ville ont perdu leur vie.
Pendant la guerre des troupes canadiennes établissent leur campement à Champagnole pour exploiter le bois de la Forêt de la Joux pour servir le besoin énorme de la machine de guerre.
1916 : fondation des aciers de Champagnole.
1924 : 14 juillet 1924, ouverture du premier tronçon de la ligne Champagnole – Foncine-le-Bas (Champagnole - Sirod) des Chemins de fer vicinaux du Jura.
1927 : le 21 août, inauguration du tramway Champagnole – Boujailles (où il se relie à la gare SNCF) et de l'embranchement de Sirod à Foncine-le-Bas où il se relie à la ligne Clairvaux – Foncine-le-Bas.
1928 : lignes électrifiées 1 500 volts en continu. Champagnole – Foncine-le-Bas (photo) et Nozeroy - Boujailles électrifiées le 18.03.1928.
1938 : fermeture aux voyageurs de la ligne à voie normale Champagnole – Lons.
1940 : de juin 1940 à septembre 1944, soit presque quatre ans, Champagnole a été occupée par l’armée Allemande
1944 : Champagnole a été libérée des Allemands le 3 septembre 1944
1950 : fermeture aux voyageurs de la ligne Champagnole – Foncine-le-Bas.
1953 : déclassement de la ligne à voie normale Champagnole – Lons.
27 juillet 1964: L'effondrement des galeries de la carrière de calcaire des Cimenteries de Champagnole fait 5 victimes parmi les mineurs et une parmi les sauveteurs. La recherche et le sauvetage des neuf survivants font la une de l'actualité jusqu'au 8 août,. L'évènement est commémoré par les syndicalistes de la commune chaque 1er mai devant la stèle du souvenir.

## Politique et administration

### Liste des maires
| Période    | Période    | Identité            | Étiquette     | Qualité |
| ---------- | ---------- | ------------------- | ------------- | --- |
| 1947       | 1973       | André Socié         | SFIO puis CDP | Professeur Conseiller général (1945-1973) Président du Conseil Général (1967-1973)                                                               |
| 1973       | 1978       | Paul Denninger      | CDP-CDS       | |
| 1978       | 1983       | Maurice Fumey-Badoz | PS            | Conseiller général (1976-1982) |
| mars 1983  | mars 2008  | Jean Charroppin     | RPR-UMP       | Pharmacien Député (1986-2007) |
| mars 2008  | avril 2015 | Clément Pernot      | UMP-LR        | Assureur Conseiller général puis départemental (2001-) Président de la Communauté de Communes (2008-) Président du Conseil départemental (2015-) |
| avril 2015 | En cours   | Guy Saillard        | LR            | Fonctionnaire |

### Jumelages
- Gottmadingen (Allemagne) depuis 1968[29].
- Dukinfield (Royaume-Uni) depuis 1958[29].

## Population et société

### Démographie
L'évolution du nombre d'habitants est connue à travers les recensements de la population effectués dans la commune depuis 1793. Pour les communes de moins de 10 000 habitants, une enquête de recensement portant sur toute la population est réalisée tous les cinq ans, les populations de référence des années intermédiaires étant quant à elles estimées par interpolation ou extrapolation. Pour la commune, le premier recensement exhaustif entrant dans le cadre du nouveau dispositif a été réalisé en 2005.

En 2022, la commune comptait 8 035 habitants, en évolution de +1,35 % par rapport à 2016 (Jura : −0,81 %, France hors Mayotte : +2,11 %).
| 1793  | 1800  | 1806  | 1821  | 1831  | 1836  | 1841  | 1846  | 1851  |
| ----- | ----- | ----- | ----- | ----- | ----- | ----- | ----- | ----- |
| 1 472 | 1 548 | 1 764 | 2 439 | 2 934 | 3 146 | 3 276 | 3 303 | 3 179 |

| 1856  | 1861  | 1866  | 1872  | 1876  | 1881  | 1886  | 1891  | 1896  |
| ----- | ----- | ----- | ----- | ----- | ----- | ----- | ----- | ----- |
| 2 967 | 3 193 | 3 366 | 3 294 | 3 418 | 3 700 | 3 744 | 3 588 | 3 676 |

| 1901  | 1906  | 1911  | 1921  | 1926  | 1931  | 1936  | 1946  | 1954  |
| ----- | ----- | ----- | ----- | ----- | ----- | ----- | ----- | ----- |
| 3 830 | 3 719 | 3 785 | 3 855 | 4 423 | 4 542 | 4 726 | 5 022 | 5 862 |

| 1962  | 1968  | 1975   | 1982  | 1990  | 1999  | 2005  | 2006  | 2010  |
| ----- | ----- | ------ | ----- | ----- | ----- | ----- | ----- | ----- |
| 7 531 | 9 273 | 10 293 | 9 713 | 9 250 | 8 616 | 8 296 | 8 135 | 8 077 |

| 2015  | 2020  | 2022  | - | - | - | - | - | - |
| ----- | ----- | ----- | - | - | - | - | - | - |
| 7 916 | 8 040 | 8 035 | - | - | - | - | - | - |

## Économie
L'activité économique de Champagnole était pour longtemps principalement industrielle. Avec la désindustrialisation de la France et après la fermeture des usines la ville s´est transformé de plus un plus en un centre commercial important.

### Industrie
La ville étant entourée de massifs forestiers, l'exploitation du bois et de ses dérivés fournit les matières premières aux fabriques de meubles, de mobilier de salle de bains, ou bien encore à l'artisanat avec la boissellerie et les jeux en bois.
L'Ain est également à l'origine d'autres industries à Champagnole : moulins, sidérurgie, fonderie d'aluminium, aciers spéciaux, tréfilerie de profilés spéciaux. Les Forges de Syam, classées monument historique, en sont un représentant.
On y trouve aussi des imprimeries, des usines d'injection plastique et micro-mécanique, des fabriques de lunettes.
Jusque dans les années 1990 se trouvaient à Champagnole les usines de jouet Jouef (trains miniatures) et les Cimenteries de Champagnole.
Ses spécialités alimentaires sont la charcuterie, avec le « fumé du Jura » (jambon), les miels (épicéa, fleurs), les fromages de lait de vache (Comté) ou de chèvre et d'autres produits laitiers.
Après la fermeture des aciéries en 1993, et de Jouef dans les années 2000, Champagnole a connu un déclin économique indiscutable.

### Commerce
Champagnole est un centre commercial important pour la région du plateau jurassien. La densité de commerces par habitant y est d'ailleurs très importante, 2 fois supérieure à la moyenne nationale. Pas moins de 7 supermarchés ou supérettes se disputent le marché local. Le plus grand d'entre eux est un Super U de 4 500 m2 qui a été construit près de l'espace Mont Rivel. Il forme ainsi un centre commercial appelé Le Village avec entre autres les magasins Gémo, Gifi et un McDonald's. Il y a aussi un Intermarché de 2 450 m2 et un E. Leclerc. Les grandes surfaces à dominante alimentaire sont complétées par un Colruyt et les hard discounteurs Lidl, ALDI et Leader Price, et aussi des spécialistes comme Darty.

## Culture locale et patrimoine

### Lieux et monuments

#### Musée
- Musée archéologique (XXe siècle), Rue Baronne Delort. Il présente des trouvailles gallo-romaines et mérovingiennes mises au jour par les fouilles effectuées dans le canton de Champagnole, en 1965 et 1992.

#### Patrimoine architectural

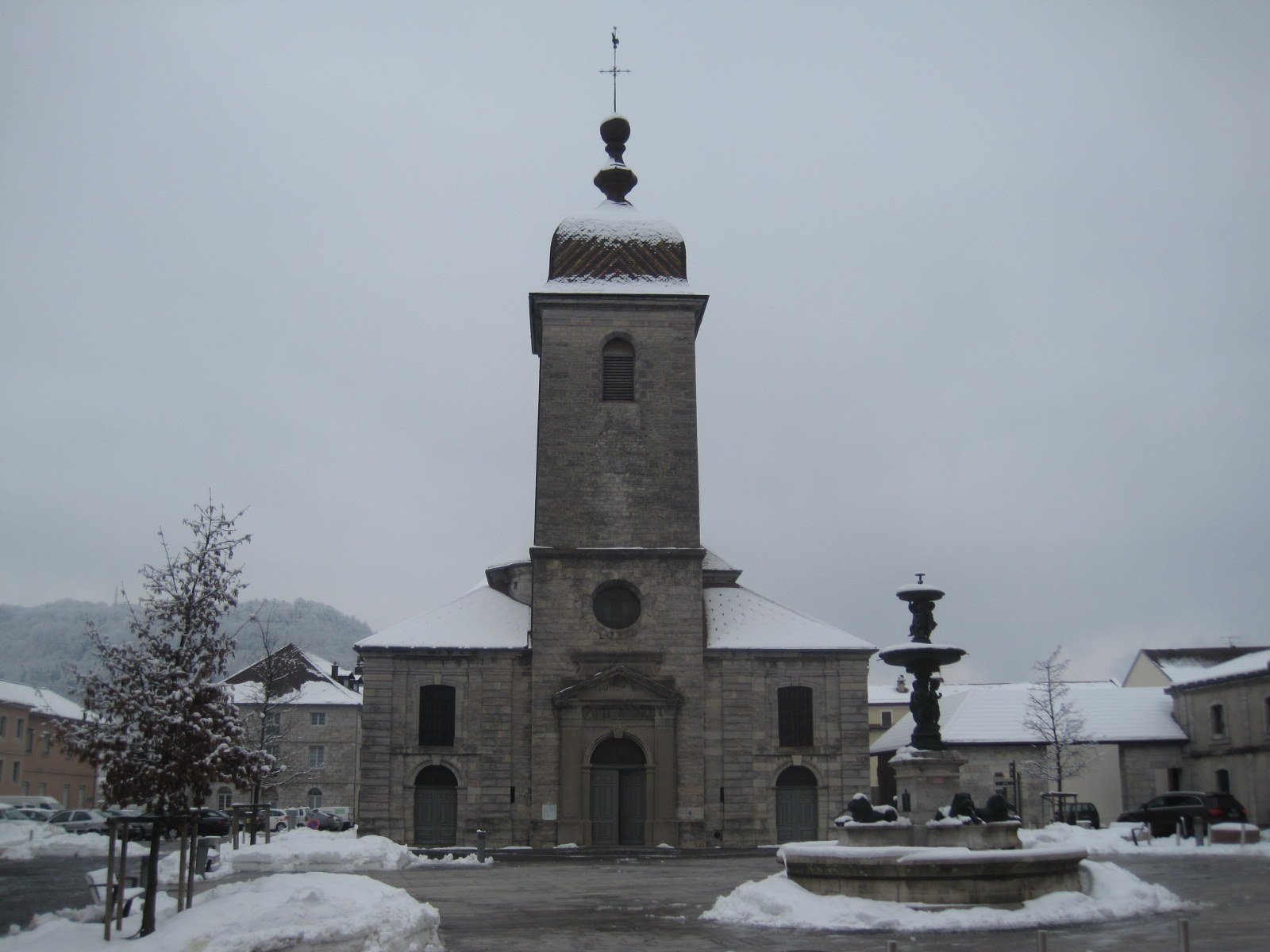
Église Saint-Cyr-et-Sainte-Julitte de Champagnole XVIIIe siècle.

Le Rex et sa façade peinte, création des artistes Pierre Duc et Gilles Regazzoni lors de l'opération Art urbain & Rencontres en 2011, avec notamment un portrait s'inspirant de La Scapigliata de Léonard de Vinci.

Les Saltimbanques, œuvre de Regazzoni sur le pignon de la boucherie Brassard.

- Église Saint-Cyr-et-Sainte-Julitte de Champagnole (XVIIIe s), rue Baronne Delort. Elle contient un autel, un retable et un orgue du XVIIIe siècle, inscrits au titre des monuments historiques depuis 1994[36]. Les deux premiers objets proviennent de la congrégation des Ursulines de Poligny, et le dernier[37] de celle des Dominicains de cette même ville.
- Château d'eau de Champagnole néo-classique (XIXe s), dont la tour et l'horloge publique sont inscrits au titre des Monuments historiques depuis 1990[38];
- Hôtel de ville (XIXe s), Rue Baronne Delort, dont le vestibule, l'escalier et l'élévation sont inscrits au titre des Monuments historiques depuis 1997[39];
- Halte ferroviaire (XXIe s), Rue des Jardiniers, inscrite à l'IGPC, depuis 2004[40]. Construite en 2002, à l'initiative du conseil régional de Franche-Comté, cette halte dessert le lycée Paul-Émile Victor, situé dans la Rue de Gottmadingen, voisine.

#### Patrimoines industriel et artisanal

##### Extraction et production
- Centrale hydroélectrique (XIXe-XXe s), lieu-dit "La Roche", inscrite à l'IGPC, depuis 1997[41];
- Centrale hydroélectrique des Forges (XXe s), Rue Adrien Muller, inscrite à l'IGPC, depuis 1997[42].

##### Transformation et négoce
- Ancien moulin (XVIIIe s), puis minoterie, scierie, bimbeloterie et centrale (XIXe-XXe s), aujourd'hui bimbeloterie et centrale hydroélectrique, Ruelle des Moulins, inscrit à l'IGPC, depuis 1997[43];
- Forges de la Serve (XIXe-XXe s), Rue Adrien Muller, inscrites à l'IGPC, depuis 1997[44];
- Anciennes scierie et aciérie (XIXe-XXe s), aujourd'hui aciérie, Rue Clemenceau, inscrites à l'IGPC, depuis 1997[45];
- Cimenterie (XIXe-XXe s), Chemin de Mont-Rivel, inscrite à l'IGPC, depuis 1997[46];
- Fromagerie (XIXe s), Rue du général Leclerc, inscrite à l'IGPC, depuis 1997[47];
- Anciennes meubleries (XXe s), sises aux rues Clemenceau, Edouard Herriot, Herman Picaud, Paul Crétin, et Victor Bérard, ainsi qu'au lieu-dit "Les Moutoux", inscrites à l'IGPC, depuis 1997[48],[49],[50],[51],[52],[53],[54];
- Ancienne bimbeloterie Bazinet (XXe s), Rue Léon et Georges Bazinet, inscrite à l'IGPC, depuis 1997[55];
- Ancienne quincaillerie (XXe s), aujourd'hui lunetterie, Rue Baronne Delort, inscrite à l'IGPC, depuis 1997[56];
- Imprimerie (XXe s), Rue du général Leclerc, inscrite à l'IGPC, depuis 1997[57].

##### Infrastructures
- Gare (XIXe s), Avenue de la Gare, inscrite à l'IGPC, depuis 2004[58]. Elle est située sur la ligne Saint-Claude-Dole-Paris et le chemin de fer touristique de la « ligne des hirondelles »;
- Passerelle ferroviaire (XIXe s), Rue du Stand, inscrite à l'IGPC, depuis 2004[59];
- Maison de garde-barrière et passage à niveau no 8 (XIXe s), Rue Léon et Georges Bazinet, inscrits à l'IGPC, depuis 2004[60];
- Ponts ferroviaires (XXe s), sur RD et RN 5, inscrits à l'IGPC, depuis 2004[61],[62];

#### Patrimoine naturel
- Mont Rivel ;
- Berges de l'Ain ;
- Point de départ de la Route des Sapins (42 km), traversant les forêts de la Fresse, de la Joux et de Levier;
- Parc de Belle-Frise, Avenue de la République ;
- Jardin des Sœurs de la congrégation Notre-Dame de Fidélité, Rue du Sauget, inscrit à l'IGPC, depuis 1995[63]
- Jardin des Sœurs de la congrégation Saint-Joseph, Rue du Général Leclerc, inscrit à l'IGPC, depuis 1995[64]

#### À voir près de Champagnole
Dans un rayon de 25 km :
- Complexe des 5 lacs, composé des lacs d'Ilay, de Narlay, du Vernois, et du Petit et du Grand Maclu, visible depuis un belvédère situé à quelques kilomètres de La Chaux-du-Dombief;
- Lac de Chalain, à Fontenu;
- Lac de Vouglans, à Lect;
- Cascades du Hérisson, à Doucier;
- Communes d'Arbois (lieu de villégiature de Louis Pasteur), Baume-les-Messieurs (label Les Plus Beaux Villages de France), Château-Châlon (label Les Plus Beaux Villages de France), Poligny (capitale gastronomique du Comté) et Salins-les-Bains (site Unesco).

### Personnalités liées à la commune
- Hervé Balland (né en 1964), fondeur (ski) ;
- Adrien Berthod (1878-1944), homme politique ;
- Élodie Bourgeois-Pin (1982-), fondeuse (ski) ;
- Charles Cabaud, son fils, homme d'affaires, Président du groupe Descours et Cabaud de 1919 à 1939 ;
- Alain Carminati (né en 1966), joueur de rugby à XIII et rugby à XV ;
- Charlotte Chappuis (1795-1880), fille naturelle de Napoléon Ier, épouse puis héritière du maître de forges Jacob Muller et mère de Adrien Muller, maire de Champagnole entre 1855 et 1900 ;
- Sylvain Guillaume (né en 1968), spécialiste du combiné nordique ;
- Aurélie Perrillat-Collomb (née en 1980), fondeuse (ski) ;
- David Sauget (né en 1979), footballeur ;
- Georges Trouillot (1851-1916), homme politique ;
- Pierric Bailly (né en 1982), écrivain ;
- Grégory Pujol (né en 1980), footballeur, est né à Champagnole.
- Jean Charroppin (1938-2009), ancien maire de Champagnole et ancien député de la 2de circonscription du Jura.
- Quentin Fillon Maillet (né en 1992), biathlète, né à Champagnole.
- Jean-Marc Olivier (né en 1961) historien de l'aéronautique (Université de Toulouse) qui a étudié l'« industrialisation douce » dans la région de Champagnole et de Morez puis en Scandinavie.
- Clément Pernot (né en 1961), ancien maire de Champagnole (2008 - 2015), conseiller général puis départemental (depuis 2001-) et président du conseil départemental du Jura (depuis 2015)
- Hubert Reeves (né en 1932), astrophysicien, vulgarisateur scientifique et écologiste canadien naturalisé français. L’école élémentaire de Champagnole porte son nom.

### Héraldique
| Blason de Champagnole | Blason  | D'azur au château fort d'argent érigé sur un mont au naturel, au chef cousu de gueules chargé d'un agneau arrêté aussi d'argent. Devise / Cri'Paissez mes agneaux' |
| Blason de Champagnole | Détails | Le statut officiel du blason reste à déterminer. |

## Galerie photos

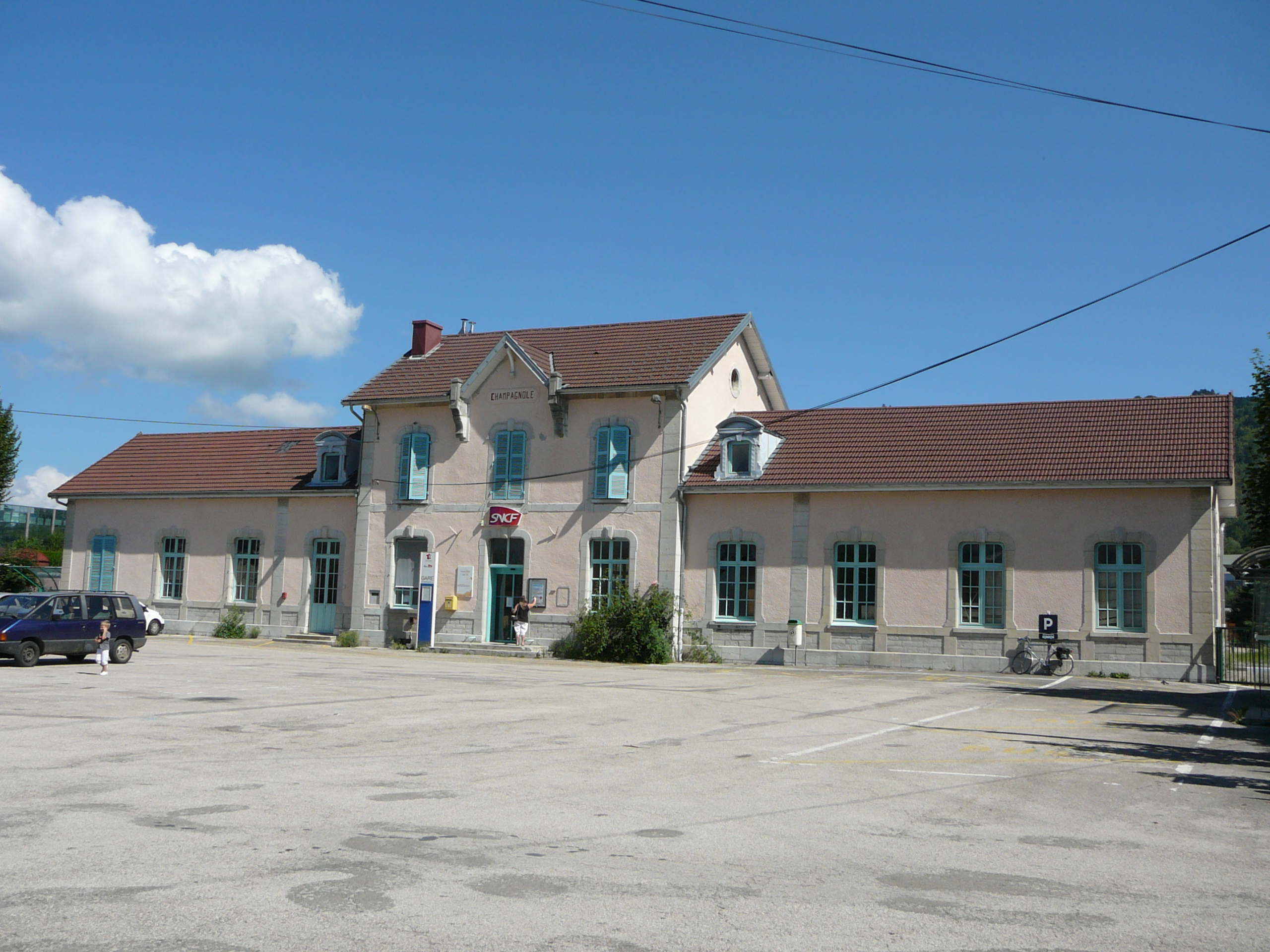
Gare de Champagnole
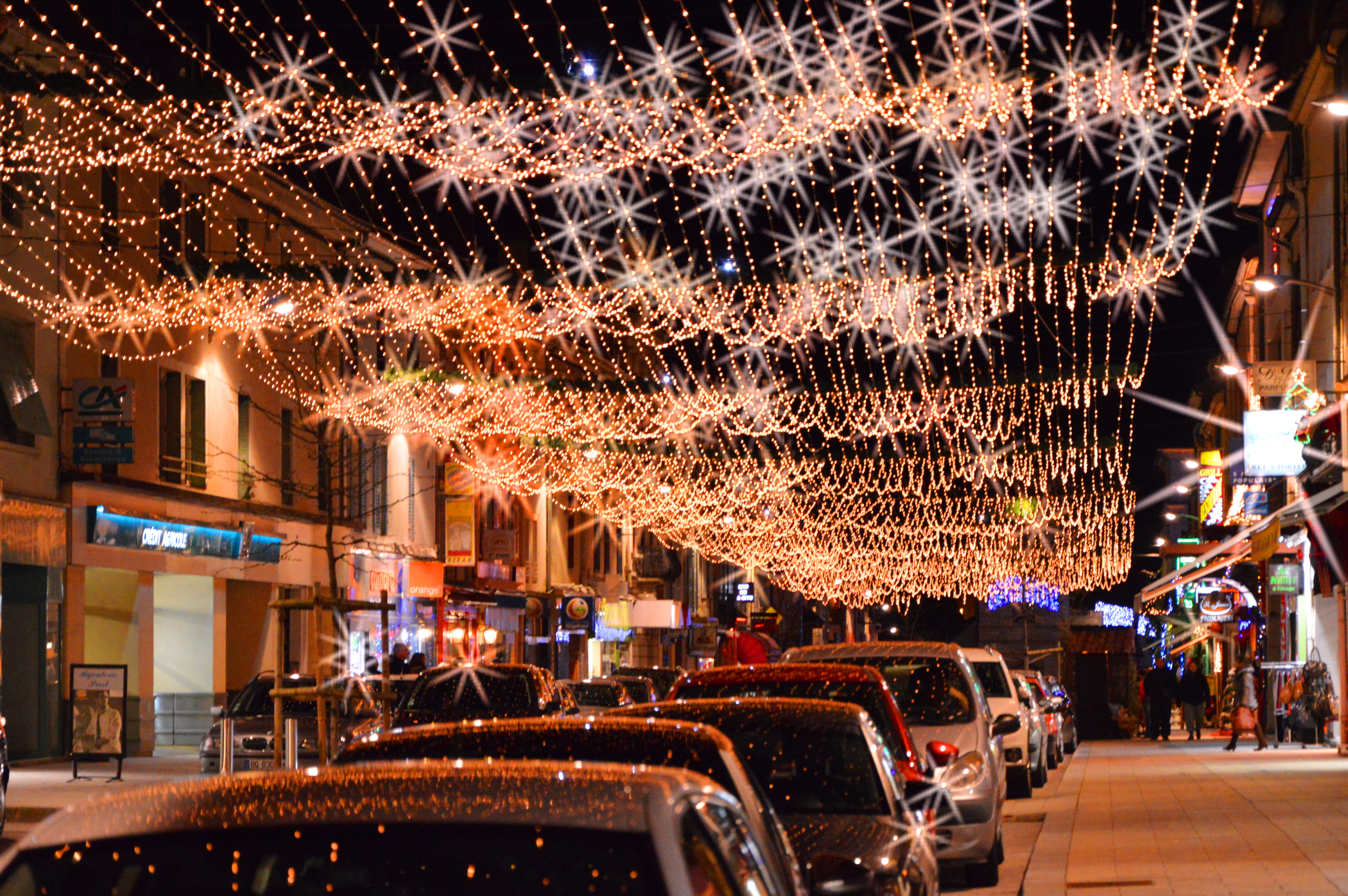
En décembre la rue principale est recouverte de l'éclairage de Noël.
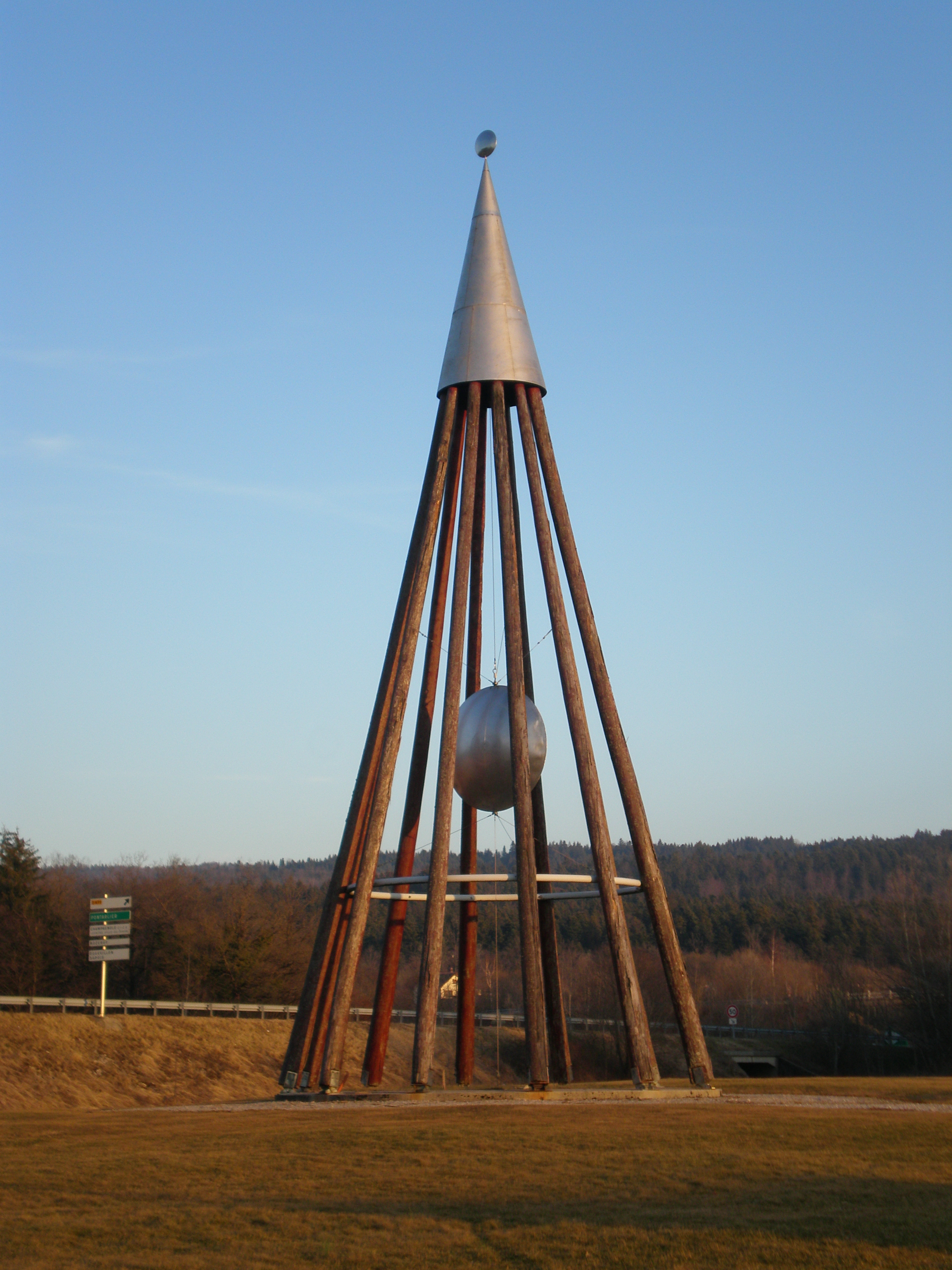
Œuvre monumentale de Daniel NICOD à l'entrée de la ville: Ce que m'a dit le vent d'ouest
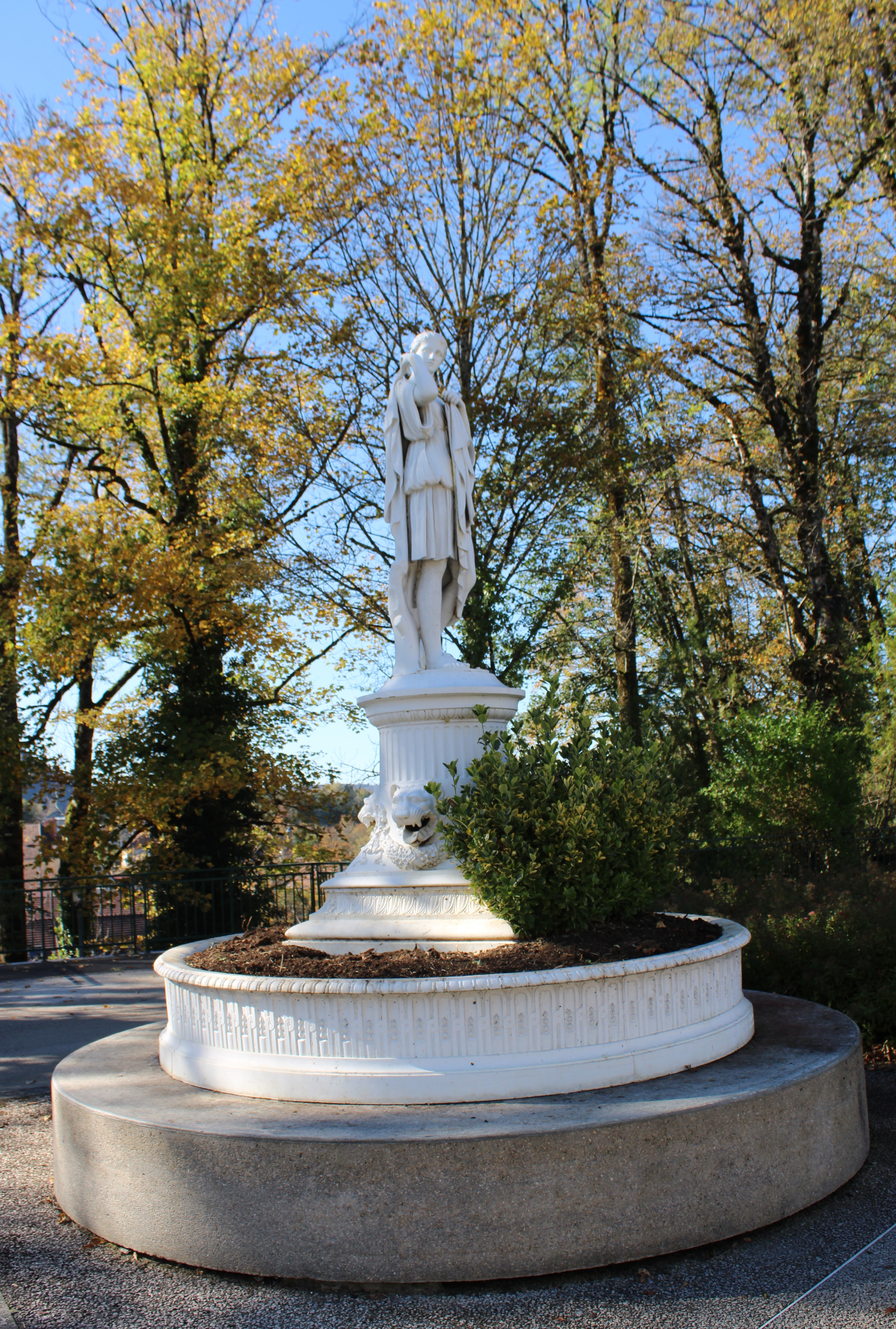
Statue de l'Avenue de la République.
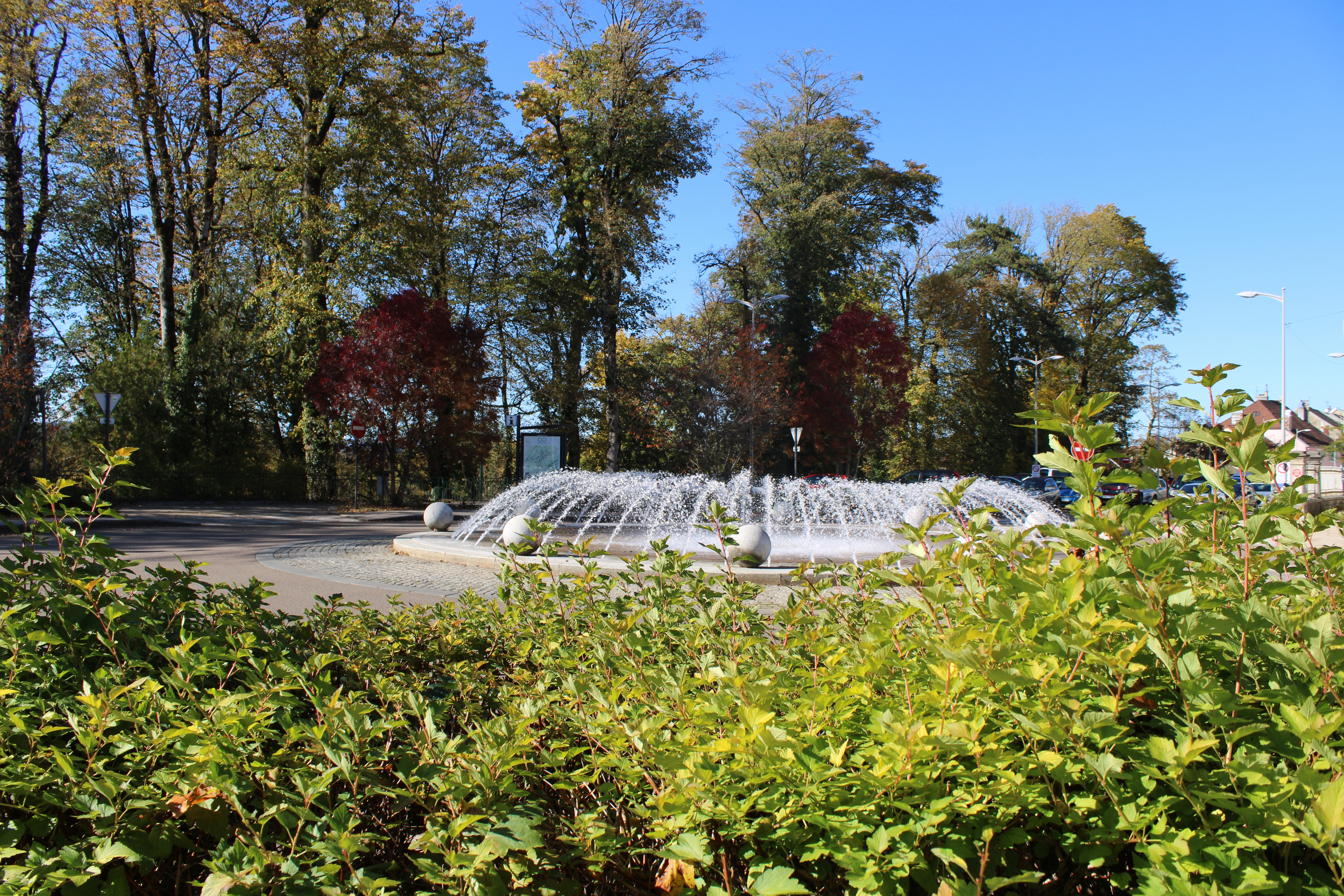
Fontaine de l'Avenue de la République.